# 18286 Kneipp
18286 Kneipp (1973 UN5) là một tiểu hành tinh vành đai chính được phát hiện ngày 27 tháng 10 năm 1973 bởi F. Borngen ở Tautenburg.